# Neutrale Theorie der molekularen Evolution
Die neutrale Theorie der molekularen Evolution (englisch neutral theory of molecular evolution) ist ein Teilaspekt der Evolutionstheorie, sie wurde in den späten 60er Jahren von Motoo Kimura begründet.
Ihre Kernaussage ist, dass die meisten genetischen Veränderungen bezüglich der natürlichen Selektion neutral sind, dem Individuum also keine direkten Vor- oder Nachteile bieten. Daraus folgt, dass zufällige Ereignisse wie die Gendrift für die Evolution der genetischen Information eine weitaus größere Rolle spielen als solche Veränderungen, die durch Selektion getrieben werden. Die neutrale Theorie der molekularen Evolution schließt dabei aber die Bedeutung selektionsgetriebener Veränderungen für bestimmte Gensequenzen ausdrücklich nicht aus. Während diese Sequenzen für den beobachtbaren und daher auch selektierbaren Phänotyp eine große Rolle spielen können, machen sie aber nur einen kleinen Teil der genetischen Information aus.

## Geschichte
Die neutrale Theorie wurde in den 1960er Jahren von Motoo Kimura formuliert. Er hatte durch Vergleiche der Aminosäuresequenzen von Proteinen bei verschiedenen Arten herausgefunden, dass die Evolutionsrate der Aminosäuresequenzen einiger Proteine konstant ist. Diese Konstanz lässt sich nicht durch Selektion, sondern nur durch die genetischen Drift erklären. Sie stellte ein Gegengewicht zur damals verbreiteten Ansicht dar, jede Mutation sei für die Selektion bedeutend. Sie war jedoch ausdrücklich kein Gegenentwurf zur Selektionstheorie, sondern eine Erweiterung.
Der Titel eines Aufsatzes von J. L. King und T. H. Jukes, Non-Darwinian Evolution in Science (Band 164, 1969, S. 788 ff.) führte allerdings zu einer Diskussion, ob die neutrale Theorie und die Molekularbiologie die Evolutionstheorie Darwinscher Prägung nicht generell in Frage stellen. Es war jedoch bald klar, dass dies nicht der Fall ist. Sie zeigen jedoch, dass nicht alle Mutationen der Selektion unterliegen (sogenannte stille Mutationen).
In der sogenannten Neutralisten-Selektionisten-Debatte ging es zunächst darum, ob es neutrale Mutationen überhaupt gibt. Dies ist heute allgemein anerkannt. Diskutiert wird nach wie vor, wie groß der Anteil der neutralen Mutationen ist.

## Ursachen und Auftreten neutraler Mutationen
Verschiedene Veränderungen des Erbguts können zu selektionsneutralen Mutationen führen. Zum einen ist der genetische Code degeneriert, so dass Veränderungen der Nukleotidsequenz in der Nukleinsäure nicht unbedingt zu Veränderungen der Aminosäuresequenz eines Proteins führen. Des Weiteren sind auch viele Aminosäureaustausche auf Grund ähnlicher Eigenschaften hinsichtlich der Proteinbiosynthese für die Form und Funktion des gebildeten Proteins weitgehend neutral. Dazu kommt, dass große Teile der meisten Genome gar nicht Proteine codieren.
Vergleiche verschiedenster proteincodierender Gene bei Menschen und bei verschiedenen Nagetieren zeigten, dass die Rate synonymer Mutationen, also solcher, bei denen sich die Aminosäuren-Sequenz nicht ändert, wesentlich höher ist als die Rate nicht-synonymer Mutationen, also solcher, die nicht neutral sind. 
Die Mutationsrate ist in Sequenzen, die nicht Proteine codieren, höher: Im Intron des Gens für Insulin ist die Mutationsrate etwa 6-mal höher als in den beiden Exons. Dies erklärt sich dadurch, dass solche Abschnitte wesentlich weniger der Selektion unterliegen als die proteincodierenden. Synonyme Mutationen sind auch in verschiedenen Linien der Säugetiere gleich häufig, während nicht-synonyme Mutationen etwa bei Primaten wesentlich seltener sind als bei Nagetieren. Am höchsten ist die Mutationsrate in Pseudogenen, die gar nicht transkribiert werden.

## Bedeutung
Eine wichtige Folgerung aus der neutralen Theorie ist, dass neutrale Mutationen, zumindest innerhalb ähnlicher Lebensformen, mit einer konstanten Rate erfolgen. Darauf beruht das heute in der Evolutionsforschung häufig verwendete Konzept der molekularen Uhr.
Für das Verständnis der Mechanismen der Evolution spielt die neutrale Theorie besonders bei der Erklärung der Evolvierbarkeit (evolvability) oder auch der Fähigkeit zur Selbstanpassung (self-adaptability) eine Rolle. Da neutrale Mutationen die biologische Fitness unter den gegebenen Bedingungen nicht verändern, können durch sie Merkmale variieren, die bei veränderten Umweltbedingungen für die Selektion relevant werden. Außerdem können selektionsneutrale Mutationen das Potential für eine darauffolgende, selektionsrelevante Änderung beeinflussen. So codieren beispielsweise 9 verschiedene Nukleinsäuretripletts für die Aminosäure Arginin. Bei CGA ist die Wahrscheinlichkeit, dass bei einer Punkt-Mutation weiterhin Arginin codiert wird, 4/9. Bei AGA hingegen ist die Wahrscheinlichkeit 2/9. Trotz neutraler Wirkung auf den Phänotyp verändert also eine Mutation der ersten Base das Potential einer weiteren Mutation, den Phänotyp zu beeinflussen.